# Pulley
Pulley – wieś w Anglii, w hrabstwie Shropshire. Leży 4 km na południe od miasta Shrewsbury i 223 km na północny zachód od Londynu.